# Batracomorphus proteus
Batracomorphus proteus är en insektsart som beskrevs av Knight 1983. Batracomorphus proteus ingår i släktet Batracomorphus och familjen dvärgstritar. Inga underarter finns listade i Catalogue of Life.